# Mansle
Mansle är en kommun i departementet Charente i regionen Nouvelle-Aquitaine i västra Frankrike. Kommunen ligger  i kantonen Mansle som ligger i arrondissementet Confolens. År 2019 hade Mansle 1 692 invånare.

## Befolkningsutveckling
Antalet invånare i kommunen Mansle
Referens:INSEE